# خلیفان
شهر خلیفان در شهرستان مهاباد استان آذربایجان غربی واقع شده‌است و جمعیت شهر خلیفان شهرستان مهاباد در سال ۱۳۸۵ برابر با ۱۸۰۶ نفر بوده‌است. با تبدیل خلیفان به شهر تعداد شهرهای استان آذربایجان غربی هم‌اکنون به ۴۲ شهر رسیده‌است. مردم این شهر به زبان کردی سورانی تکلم می‌کنند و مذهب آن‌ها سنی شافعی است.
در تابستان سال ۱۳۹۰ با تصویب وزیران عضو کمیسیون سیاسی و دفاعی و بنا به پیشنهاد وزارت کشور و به استناد ماده (۱۳) قانون تعاریف و ضوابط تقسیمات کشوری -مصوب ۱۳۶۲- روستای خلیفان مرکز بخش خلیفان از توابع شهرستان مهاباد در استان آذربایجان غربی به شهر تبدیل شد. و به عنوان شهر خلیفان شناخته می‌شود. این تصویب‌نامه پس از تأیید رئیس‌جمهور از سوی محمدرضارحیمی؛ معاون اول رئیس‌جمهور برای اجرا ابلاغ شده‌است. اولین شهردار شهر خلیفان 'ایوب شیوراک منصوب شده‌است.